# William Russell, 1. vévoda z Bedfordu
William Russell, 1. vévoda z Bedfordu KG, PC (srpen 1616 – 7. září 1700) byl anglický šlechtic a politik, který seděl v Dolní sněmovně od roku 1640 až do roku 1641, kdy zdědil titul 5. hraběte z Bedfordu a přešel do Sněmovny lordů. Bojoval v parlamentní armádě a později v průběhu anglické občanské války přešel k royalistům. Je také známý rozvojem londýnské oblasti Bloomsbury.

## Raný život 1616–1640

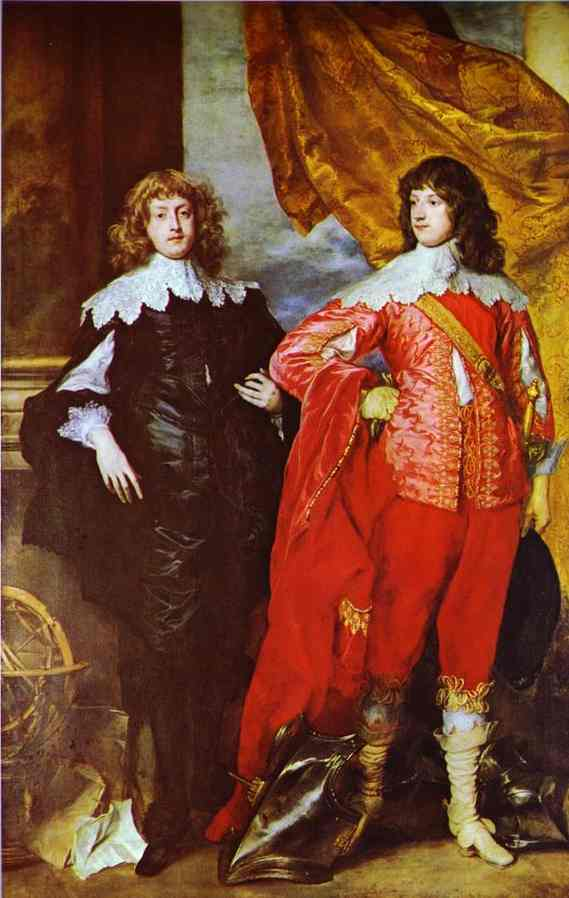
Bedford (right), with George Digby, 2nd Earl of Bristol in a 1637 painting by Anthony van Dyck.

Byl synem Francise Russella, 4. hraběte z Bedfordu, a jeho manželky Catherine, dcery Gilese Brydgese, 3. barona z Chandos. Vzdělání nabyl na Magdalen College, v Oxfordu. V roce 1635 odešel do Madridu, kde se chtěl naučit španělsky. Vrátil se v červenci 1637, kdy uzavřel manželství (zpočátku proti otcovým přáním), s jedinou dcerou Roberta Carra, 1. hraběte z Somersetu, Anne Carr, hraběnkou z Bedfordu. .

## Kariéra během anglické občanské války, 1640–1644

### Bedford jako poslanec, 1640–1642
V dubnu 1640 byl Russell zvolen poslancem parlamentu za volební obvod Tavistock a zůstal ve funkci do roku 1641. Stejně jako jeho otec se přiklonil ve vznikajícím konfliktu mezi parlamentem a Karlem I. Stuartem, vedoucím k anglické občanské válce, na stranu parlamentu. V květnu 1641 Russellův otec neočekávaně zemřel na neštovice a William zdědil titul 5. hrabě z Bedfordu. Ačkoli mu v té době bylo pouhých 24 let, parlament svěřil Russellovi značnou odpovědnost a jmenoval ho komisařem zodpovědným za jednání s králem. 14. července 1642 byl jmenován generálem kavalérie. V roce 1641 mu byla svěřena funkce Lord Lieutenant (místodržící) v Devonu a v roce 1642 byl jmenován Lord Lieutenant (místodržící) v Somersetu. V září pak vedl výpravu do západní Anglie proti royalistickým silám, vedeným Williamem Seymourem, 2. vévodou ze Somersetu. Bedfordovo vojsko početně převyšovalo Seymourovu sílu, ale jeho jednotky byly špatně vyškolené a mnoho z vojáků dezertovalo. Po návratu do Londýna byl Bedford kritizován za vedení boje. Příští měsíc se připojil k Robertu Devereux, 3. hraběti z Essexu a bojoval proti Roundhead, parlamentaristům v bitvě o Edgehill, konané 23. října 1642.

### Bedford jako royalista, 1643
V létě roku 1643 se Bedford spojil s parlamentní mírovou stranou, kterou vedl Henry Rich, 1. hrabě z Hollandu, známým jako lord Kensington a John Holles, 2. hrabě z Clare, který zastával cestu smíru s Karlem I. Když Essex odmítl dohodu o smíru s králem, Bedford se stal jedním z mírových lordů, kteří opustili parlamentní stranu a připojili se v Oxfordu ke Karlovi I. Bedfordův předchozí boj proti němu mu král odpustil. Bedford se vrátil do boje, tentokrát na straně royalistů, účastnil se obléhání Gloucesteru, (3. srpna - 5. září 1643) a první bitvy o Newbury, (20. září 1643). Dne 16. června 1644, v předvečer druhé bitvy o Newbury, se v Bedfordově domě narodila Karlovi I. dcera, princezna Henrietta.

### Bedfordův pokus vrátit se na parlamentní stranu, 1643–44
Ačkoli Karel I. Bedfordovi odpustil, králův okruh zůstával vůči Bedfordovi ostražitý. Lidé kolem krále se zdráhali poskytnout mu jakoukoli zodpovědnou roli. Bedford se urazil, v prosinci 1643 se obrátil znovu na parlamentní stranu a tvrdil, že se pokoušel pouze jednat s králem a nikdy neměl v úmyslu opustit parlamentní věc. Parlament však zůstal ostražitý před mužem, který je opustil, a odmítl dovolit Bedfordovi, aby znovu obsadil své místo ve Sněmovně lordů.

## Odchod z veřejného života, 1644–1660
Rostoucí úspěchy parlamentní armády v polovině čtyřicátých let, donutily Bedforda stáhnout se na své sídlo Woburn v Bedfordshiru. Přestože v roce 1650 spolupracoval se skotskou presbyteriánskou frakcí Covenanters. kteří hájili krále v prosinci 1647, zatímco byl vězněn anglickým parlamentem v zámku Carisbrooke po jeho porážce v první občanské válce, Bedford během anglického interregna už nehrál významnou veřejnou roli.

## Bedfordova kariéra během restaurace, 1660–1683

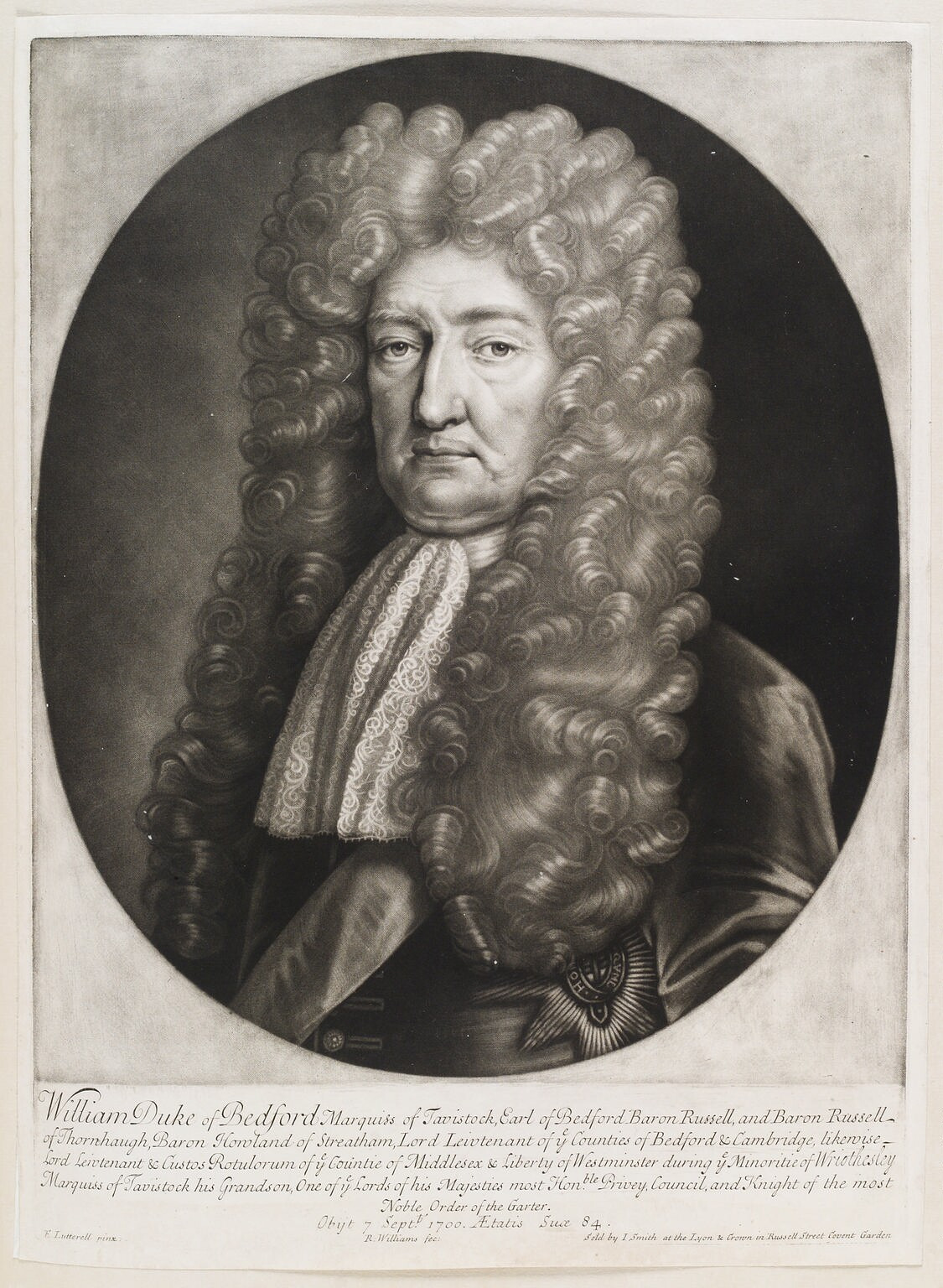
William Russell v pozdějším věku

V roce 1660 Bedford znovu zasedl ve Sněmovně lordů a stal se vůdcem frakce presbyteriánů. V roce 1661 Bedford sice nesl žezlo při korunovaci krále Karla II. Stuarta, ale blízký králi už nikdy nebyl. Ve snaze získat Bedfordovu podporu v průběhu třetí anglo-holandské války, v roce 1671, Karel II. jmenoval Bedforda guvernérem Plymouthu a 29. května 1672, den po bitvě u Solebay, jej ocenil Podvazkovým řádem (KG). Po roce 1673 přízeň Karla II. vůči Bedfordovi ochladla pro jeho náklonnost k nepovolenému náboženství. Ačkoli Bedford navštěvoval bohoslužby nové církve, v jeho domě sídlil také presbyteriánský kaplan a jeho manželka byla zatčena v roce 1675 za účasti na nepovolené církevním shromáždění. Smluvní zákon z roku 1664 zakazoval náboženské shromáždění pěti nebo více lidí, kromě přímé rodiny mimo Anglikánské církve. Tento zákon byl součástí Clarendonova kodexu, který byl sepsán Edwardem Hydem, 1. hrabětem z Clarendonu, jehož cílem bylo zamezit nekonformismu a posílit pozici nově zavedené církve. To způsobilo, že Bedford byl přirozeným spojencem Anthonyho Ashleyho Coopera,1. hraběte z Shaftesbury, zakladatele strany whigů. Jako takový Bedford podporoval Shaftesburyho frakci whighů. Král se následně obrátil proti Bedfordovi a v roce 1682 zanikl rodinný dům Tavistock.

## Druhé stažení z veřejného života, 1683–1688
V roce 1683 byl Bedfordův syn William zapleten do chystaného komplotu, jehož cílem bylo zavraždění krále Karla II. a byl popraven. Po popravě syna se Bedford stáhl z politiky.

## Kariéra za vlády Williama III. a Mary, 1688–1700
Bedford se vrátil do veřejného života v době revoluce z roku 1688. Slavná revoluce, nazývaná také Revoluce z roku 1688, svrhla krále Jakuba II. (Jakuba VII. Skotského) spojenectvím parlamentaristů a armády vedené nizozemským místodržitelem Vilémem Oranžským, který byl Jakubovým synovcem a zetěm. Williamova úspěšná invaze do Anglie s holandskou flotilou a armádou vedla k jeho nástupu na trůn jako Vilém III. Anglický společně s jeho ženou, Marií II. Stuartovnou, Jakubovou dcerou a nakonec v roce 1689 k Bill of Rights (Listině práv). Při korunovaci Williama a Mary opět Bedford nesl žezlo a stal se členem tajné rady. V roce 1689 se stal soudním důstojníkem z Cambridge. Od roku 1689 do roku 1700 byl jmenován Lord Lieutenant z Cambridgeshire a Lord Lieutenant z Bedfordshire a mezi 1692 a 1700 Lord Lieutenant z Middlesexu. Každý Lieutenant byl osobním představitelem britského monarchy v každém kraji Spojeného království a byl zodpovědný za organizaci domobrany či jiné organizace neprofesionálních vojáků. Bedford zemřel 7. září 1700 ve věku 84 let ve Bedford House v Londýně a byl pohřben 17. září v kapli Bedfordů v kostele sv. Michaela v Chenies v Buckinghamshire.
Jako Privy council (PC) byl jmenován 14. února 1689 a titul vévoda z Bedfordu a markýz z Tavistocku obdržel 11. května 1694. Od 13. června 1695 měl titul baron z Howlandu a Streathamu. Bedford zemřel 7. září 1700 ve věku 84 let v Bedfordově domě v Londýně a byl pohřben 17. září v Bedfordské kapli u sv. Michala v Chenies v Buckinghamshiru.

## Sňatek a rodina
William Russell se 11. července 1637 oženil s Anne Carr, dcerou Roberta Carra, 1. hraběte ze Somersetu. Sňatek mu vynesl jmění ve výši 12 000 liber.